# Караултобе (археологические памятники)
Караултобе или сторожевые холмы (каз. Қарауылтөбе) — средневековые археологические памятники на территории Туркестанской области Казахстана.
Караултобе представляют собой сооружения оборонительного характера, возведённые на искусственных насыпях. В некоторых случаях укрепления воздвигались на курганах, возникших в более древние времена. К настоящему времени от большинства укреплений остались лишь холмы, которые и получили местное народное название «караултобе».
Основная часть «сторожевых холмов» была воздвигнута во времена первых мусульманских государств в Средней Азии, а основная масса археологических находок на объектах датируется X-XII веками. Однако некоторые укрепления подобного рода возникли ещё во времена раннего Средневековья, в доисламский период.
Караултобе условно подразделяются на базовые и дозорные. Базовые отличались чётко выраженной трапециевидной формой и бо́льшими размерами (диаметр основания — в среднем 80—100 м, высота — 8—10 м). Укрепления данного типа позволяли обозревать прилегающую территорию до следующего аналогичного объекта и представляли собой полноценные поселения. В их числе городища Баба-ата, Джувантобе, Караспантобе, Караултобе (Толебийский район) и др. Дозорные воздвигались на естественных возвышенностях (в том числе на курганах) и концентрировались вокруг городов. Средний диаметр их основания составляет 50 м, высота — до 5 м. Наиболее известный объект данного типа — холм Ордабасы, в окрестностях которого в 1728 году состоялся казахский курултай, собранный для организации народного ополчения против джунгарского вторжения.
Систематизированное изучение «сторожевых холмов» начато в 2018 году по инициативе казахстанского археолога Б. А. Байтанаева.